# Butz Ulrich Buse
Butz Ulrich Buse (* 16. Januar 1963 in Wehrda, heute Marburg) ist ein deutscher Schauspieler und Drehbuchautor.

## Leben
Buse wuchs im Rheinland auf. Nach seiner Ausbildung in Pantomime und Clownerie in Paris und Amsterdam arbeitete er in einem Kinderzirkus. An der Hochschule für Musik und Theater Hannover absolvierte er von 1983 bis 1985 ein Schauspielstudium und einen Aufbaustudiengang Regie. Er ist freier Schauspieler in Theater, Film und Fernsehen. 1993/1994 war er Stipendiat der Drehbuchwerkstatt München. Er schrieb Drehbücher unter anderem für Kinderprogramme.
Sein Bruder ist Christian Buse, der durch seine Rolle als Thorsten Fechtner aus der Daily-Soap Marienhof bekannt ist. Als buckliger Portier in einem fiktiven Hotel führte Butz Buse 2017 durch das jährliche Singspiel am Nockherberg in München.

## Filmografie (Auswahl)
Als Schauspieler
- 1998: Im Auftrag des Herrn
- 2000: Altweibersommer
- 2000: Vergiss Amerika
- 2001: Engel & Joe
- 2003: Hierankl
- 2005: Gefühlte Temperatur
- 2005: Hypochonder
- 2006: SOKO 5113 – Aus Verzweiflung
- 2007: Blöde Mütze!
- 2009: Hanna und die Bankräuber
- 2009: Frida finden
- 2010: Die Tochter des Mörders
- 2010: Vincent will Meer
- 2011: Sommer in Orange
- 2011: Sommer der Gaukler
- 2011: Davon willst du nichts wissen
- 2013: Rubinrot
- 2013: Polizeiruf 110: Der Tod macht Engel aus uns allen
- 2013: Mein Mann, ein Mörder
- 2014: Saphirblau
- 2014: Beste Chance
- 2015: Willa
- 2016: Smaragdgrün
- 2016: Willkommen bei den Hartmanns
- 2016: Marie fängt Feuer – Vater sein dagegen sehr
- 2017: Einmal bitte alles
- 2017: Hubert und Staller (Fernsehserie, Folge Der Flug des Phoenix)
- 2017: Kommissarin Lucas – Familiengeheimnis
- 2017: Kommissarin Lucas – Löwenherz
- 2018: Trautmann
- 2019: Unheimlich perfekte Freunde
- 2019: Im Schatten der Angst
- 2020: Tonio & Julia: Der perfekte Mann
- 2022: Breisgau – Nehmen und Geben (Fernsehreihe)
- 2023: Faraway
- 2023: Tatort: Game Over (Fernsehreihe)
- 2023: Hubert ohne Staller (Fernsehserie, Folge Lehrer sind auch nur Menschen)
- 2025: Watzmann ermittelt (Fernsehserie, Folge Die Ötzi)

Als Drehbuchautor
- 1998: Fool Moon… zurück nach Kleindingharting (Kurzfilm)
- 2011: Wintertocher (Drehbuchmitarbeit)